# Nils Aurelius (1674–1759)
Nils Aurelius, född 8 oktober 1674 i Örtomta socken, Östergötlands län, död 27 juli 1759 i Askeby socken, Östergötlands län, han var en svensk kyrkoherde i Askeby församling och kontraktsprost i Bankekinds kontrakt.

## Biografi
Nils Aurelius föddes 8 oktober 1674 i Örtomta socken. Han var son till bonden Per Jönsson och Karin Olofsdotter. Aurelius blev vårterminen 1701 student vid Uppsala universitet, Uppsala och prästvigdes 9 juni 1706. Han blev 1706 komminister i Kisa församling, Västra Eneby pastorat och 16 augusti 1715 kyrkoherde i Askeby församling, Askeby pastorat. Aurelius blev 1750 kontraktsprost i Bankekinds kontrakt. Han avled 27 juli 1759 i Askeby socken.
Ett porträtt i olja av Aurelius och Aschanius finns bevarat i Askeby kyrka. De skänkte även en ljuskrona till kyrkan 1756.

### Familj
Aurelius gifte sig 1710 med Maria Aschanius (1675–1763). Hon var dotter till kyrkoherden Abrahamus Aschanius och Gertrud Klingius i Askeby socken. De fick tillsammans barnen Abraham (1711–1730), Petrus (född 1712), Gertrud Catharina och Nils Aurelius (1718–1794).